# تاماله

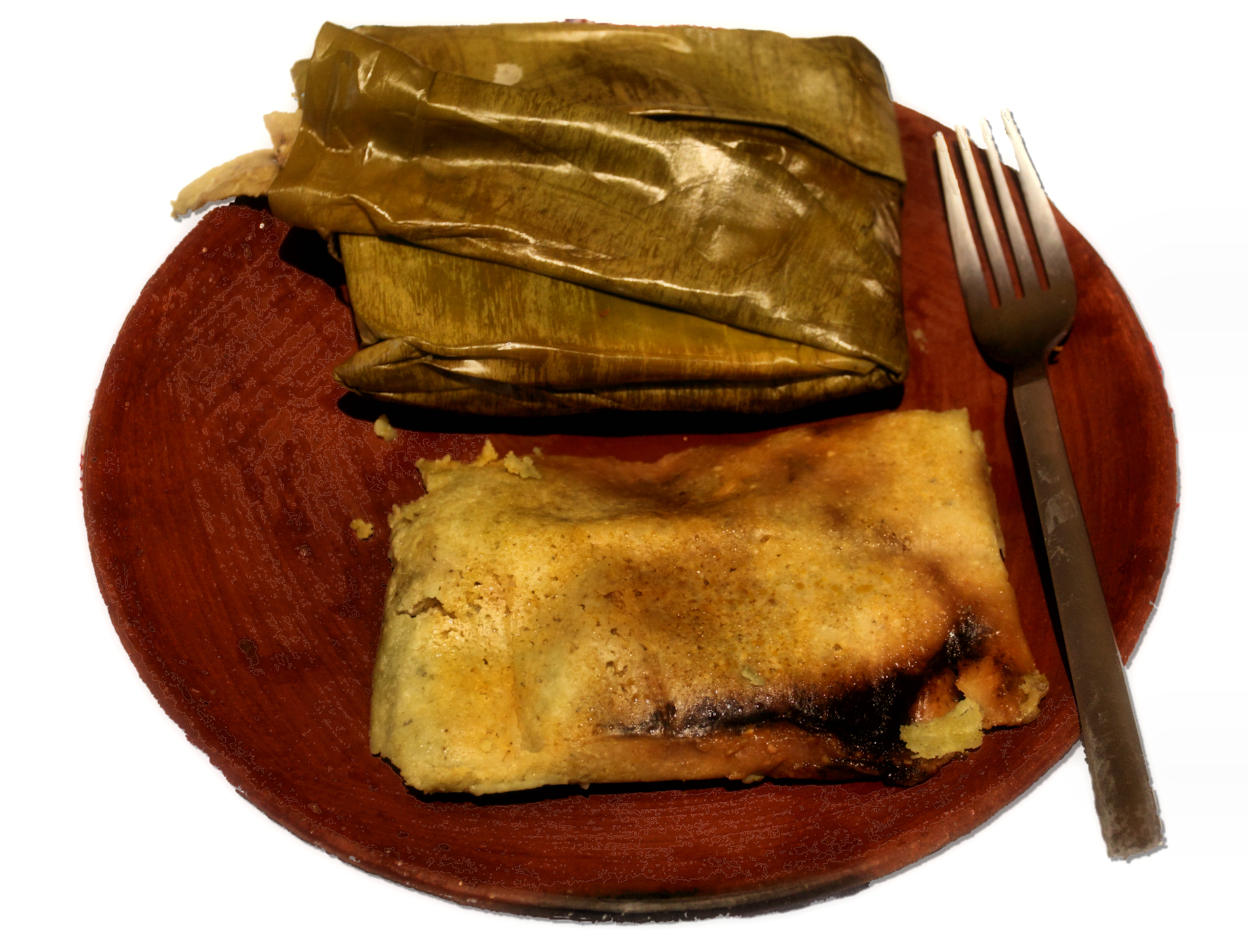
تاماله

تاماله (اسپانیایی: tamal‎، از ناهواتل: tamalli) یک غذای سنتی آمریکای جنوبی است که از از ماسا (خمیر نشاسته‌ای، معمولاً بر پایه ذرت) ساخته شده، و در یک لفاف برگ بخارپز یا جوشانده می‌شود. لفاف آن پیش از خوردن کنار گذاشته می‌شود. تاماله‌ها را می‌توان با انواع گوشت، پنیر، میوه، سبزی، چیلی یا هر فراهم‌آورده‌ای بسته به سلیقه پر کرد، و هر دوی آکناک و مایع پخت ممکن است چاشنی زده شوند.